# Cemiș, Montana
Cemiș (în bulgară Чемиш) este un sat în comuna Gheorghi Dameanovo, regiunea Montana,  Bulgaria. 

## Demografie
Componența etnică a satului Cemiș
     Bulgari (94,25%)
     Romi (5,74%)
     Nicio identificare (0%)
     Altele (0%)
La recensământul din 2011, populația satului Cemiș era de 87 locuitori. Din punct de vedere etnic, majoritatea locuitorilor (94,25%) erau bulgari, cu o minoritate de romi (5,74%). Pentru 0,0% din locuitori nu este cunoscută apartenența etnică.